# Here Are the Sonics
Albums de The Sonics
Boom
(1966)
Here Are the Sonics est le premier album de The Sonics, sorti en 1965.

## L'album
Il fait partie des 1001 albums qu'il faut avoir écoutés dans sa vie. 

### Titres
Tous les titres sont de Gerry Roslie, sauf mentions. 
1. The Witch (en) (2:41)
2. Do You Love Me (en) (Berry Gordy, Jr.) (2:19)
3. Roll Over Beethoven (Chuck Berry) (2:49)
4. Boss Hoss (2:24)
5. Dirty Robber (John Greek, Kent Morrill, Rick Dangel, The Fabulous Wailers) (2:03)
6. Have Love, Will Travel (Richard Berry) (2:04)
7. Psycho (2:18)
8. Money (That's What I Want) (Gordy, Jr., Janie Bradford) (2:01)
9. Walking the Dog (Rufus Thomas) (2:46)
10. Night Time Is the Right Time (Lew Herman) (2:58)
11. Strychnine (2:13)
12. Good Golly, Miss Molly (John Marascalco, Robert Blackwell) (2:09)

### Musiciens
- Gerry Roslie : orgue, piano, voix
- Andy Parypa : basse
- Larry Parypa : guitare, voix
- Rob Lind : saxophone, voix, harmonica
- Bob Bennett : batterie